# Socialistische Arbeiders Radio-Omroep voor Vlaanderen
De Socialistische Arbeiders Radio-Omroep voor Vlaanderen (SAROV) was een Belgische Nederlandstalige socialistische radio-omroep.

## Historiek
De socialistische radio-uitzendingen werden aanvankelijk verzorgd door de Antwerpse Socialistische Club van Radioliefhebbers en werden uitgezonden via de Nederlandse socialistische radio-omroep VARA. De eerste uitzending vond plaats op 12 mei 1928 en betrof een rede van Edward Van Eyndonck, een spreekbeurt van Camiel Huysmans over 'de cultuurgemeenschap van Vlaams-België en Nederland' en de vertolking van Vlaamse volksliederen. Vanaf 20 december 1928 zond de Antwerpse radioclub uit op Radio Belgique. De uitzendkosten bleken echter te hoog om te dragen door één plaatselijke vereniging, waarop ze op 10 maart 1929 de socialistische radioclubs van Gent en Menen opriep om samen een federatie te stichten. Hieruit ontstond op 14 juli 1929 te Gent de SAROV. De eerste uitzendingen vonden echter reeds plaats vanaf 10 april van dat jaar en vonden maandelijks plaats op de Franstalige liberaal-neutrale zender Radio Belgique (483,9 m). Binnen de Belgische Werkliedenpartij (BWP) was het enthousiasme bij de oprichting verdeeld. Enerzijds omdat de mogelijkheden van de radio als massamedium (nog) niet ten volle werden beseft, anderzijds omdat sommigen de uitzendingen liever door de Centrale voor Arbeidersopvoeding (CAO) verzorgd zagen. De BWP voorzag dan ook aanvankelijk geen financiële steun aan de SAROV. De financiering was in de aanvangsperiode dan ook voornamelijk afkomstig van individuele leden en de radioclubs, aangevuld  met afdrachten en giften vanuit de socialistische vakcentrales, mutualiteiten en coöperatieven.
Vanaf oktober 1929 kreeg SAROV toestemming van toenmalige Minister van Post en Telegrafie Maurice Lippens (regering-Jaspar III) om haar programma's uit te zenden via de golflengte (321,9 m) van de  NV Radio. Deze beschikte sinds 6 oktober 1929 over een eigen zender te Veltem en zond reeds de uitzendingen van de Katholieke Vlaamsche Radio-Omroep (KVRO) uit. SAROV kreeg aanvankelijk 2 uur uitzendtijd op dinsdag en vanaf juli 1930 ook 2 uur op vrijdag. Na de stichting van het Nationaal Instituut voor de Radio-omroep (NIR) in 1930 werden de twee radiofrequenties toegewezen aan het nieuw opgerichte instituut. De bestaande omroepverenigingen (voor Vlaanderen: SAROV, KVRO, LIBRADO en VLANARA en voor Wallonië: RCB, RESEF, SOLIDA en Radio Wallonie) kregen vanaf 1 februari 1931 (de officiële start van de uitzendingen van het NIR) zendtijd op de zenders van de NIR, waarbij dit instituut met elk van de bestaande omroepverenigingen een apart contract aanging. De voormalige frequentie van Radio Belgique werd toegewezen aan de Franstaligen, terwijl de frequentie van de KVRO werd toegewezen aan de Nederlandstaligen.
Hierbij kreeg de SAROV wekelijks twee uur zendtijd, later werden het aantal uitzenduren nog uitgebreid tot ca. zeven uur/week maar deze hielden verhoudingsgewijs geen gelijke tred met het aantal uitzendingen verzorgd door het NIR zelf. Zo vulden de omroepverenigingen bij de oprichting van de NIR circa de helft van de programmatie en werd dit later herleid tot circa 1/3de van de uitzendtijd. Wat niet strookte met de omroepwet van 18 juni 1930 die stipuleerde dat een belangrijk deel van de zendtijd (circa 2/5) moest worden toevertrouwd aan de omroepverenigingen. Ook moesten de omroepverenigingen alle kosten zelf dragen, wel mochten ze gratis gebruik maken van het omroeporkest en de technische assistenten. De teksten van de uitzendingen moesten minimaal drie werkdagen op voorhand worden afgeleverd, waarna de NIR onderzocht of de teksten strookten met de wetten, ze geen gevaar voor de openbare orde opleverden en geen aantasting van de goede zeden vormden, alsook dat ze geen belediging van een andere staat inhielden. Ook de muziekkeuze ontsnapte niet aan deze censuurcontrole. Dit alles wekte wrevel met als gevolg dat de verschillende omroepverenigingen zich verenigden in de Federatie van Omroepverenigingen. Zo konden ze onder meer de betaling van hun medewerkers door het NIR afdwingen.
Op 8 maart 1931 werd in de schoot van de organisatie de SAROV-verkoopcentrale opgericht als samenwerkende maatschappij. Deze verkoopcentrale had als doel om op een goedkope manier radiotoestellen te bouwen en te verspreiden onder de arbeiders. Doordat de prijs echter zeer laag werd gehouden, als tegemoetkoming voor de lage arbeidersinkomens, ging de verkoopcentrale omstreeks 1935 failliet wegens een gebrek aan liquide middelen. Eind jaren 30, aan de vooravond van de Duitse bezetting gedurende de Tweede Wereldoorlog, nam de SAROV standpunt in tegen het nazisme in Duitsland. De uitzendingen van de SAROV en de andere omroepverenigingen werden door de Duitse bezetter verboden. Door hun stellingname tegen het nazisme werd SAROV extra hard getroffen, alle technische apparatuur werd aangeslagen en alle documenten en andere bezittingen vernietigd. De laatste uitzending vond plaats op 7 mei 1940. Na de Tweede Wereldoorlog werd de SAROV niet heropgericht. Ook de uitzendingen van haar ideologische tegenhangers (KVRO, LIBRADO en VLANERA), evenals die van de privézenders met provinciale en commerciële inslag, verdwenen uit het zendschema van de nieuwe Belgische Nationale Radio Omroep (BNRO).

## Structuur

### Voorzitters
| Tijdspanne | Voorzitter          |
| ---------- | ------------------- |
| ? - ?      | Leon Faelens        |
| ? - ?      | Eduard Van Eyndonck |

### Organisatie
De organisatie was opgebouwd uit de vijf Vlaamse provinciale groepen (Oost- en West-Vlaanderen, Antwerpen, Limburg en het Nederlandstalig deel van Brabant) die op hun beurt de radiokringen op hun grondgebied groepeerden. Bij de oprichting waren er drie aangesloten clubs, omstreeks 1930 waren er dit 35 met in totaal circa 8000 leden. Daarnaast waren er ook arbeidersorganisaties van de BWP en vakcentrales van de Syndikale Kommissie aangesloten.
Jaarlijks vond er een Algemene ledenvergadering plaats en minimaal halfjaarlijks kwam de beheerraad samen. In de schoot van deze beheerraad werden twee commissies opgericht, met name een culturele commissie en een uitzendcommissie. De voorzitters van deze commissies vormden samen met voorzitter, secretarissen en penningmeester de uitvoerende raad belast met het dagelijks bestuur. De voorzitter, secretarissen en penningmeester werden aangesteld door de beheerraad.

### Missie
Naast het uitzenden van socialistische radio-uitzendingen was de SAROV een koepelorganisatie voor de socialistische radioclubs. In de statuten van de organisatie werd de missie als volgt omschreven: "SAROV heeft voor doel de radio-uitzendingen voor arbeiders te bevorderen, met het inzicht in de kulturele nooden van het Vlaamsche volk te voorzien, en dat te doen op een wijze die aan de moderne arbeidersbewegingen België en in hare internationale vertakkingen bevorderlijk is." De vereniging stelde zichzelf tot doel om naast deze informatieve uitzendingen, ook meer algemene, educatieve en ontspannende programma's te brengen. Omstreeks 1934 werd de missie in de Radiobode als volgt omschreven: "Wij weten hoe de radio tot in alle hoekjes van het land doordringt, maar wij weten ook hoe in deze donkere hoekjes de onwetendheid, de verdrukking heerst, en hoe deze onwetendheid de schuld is dat de minderbegoeden de heerschappij hunner meesters bestendigen. Wij willen de verdrukten, die tot nog toe verkeerd werden ingelicht, zelf langs deze omroep vertellen wat wij, socialisten, zijn en wat wij willen." Toch werd er gepoogd om aan arbeidersopvoeding te doen zonder in propaganda te vervallen en de programma's op de smaak van haar publiek af te stemmen.

### Magazines
SAROV gaf twee publicaties uit, met name het maandelijkse ledenblad SAROV (vanaf 1929) en het wekelijkse tijdschrift Radiobode (1931 - 1939).

## Programma's
De radio-omroep bracht haar programma's op een volkse manier. Zo werd er gebruik gemaakt van luisterspelen om een moraal aan te breng en van (humoristische) revuespelen om belangrijke nieuwsfeiten en gebeurtenissen te brengen. Daarnaast was er ruimte om de problemen waarmee arbeiders geconfronteerd werden te bespreken. In tegenstelling tot de andere (politieke) radio-omroepen was er daarnaast op SAROV meer ruimte voor lichte muziek. Ook werden alle grote socialistische feestelijkheden van de arbeidersbeweging uitgezonden.  Een van de bekendste programma's was Moeder Sarov, een kinderprogramma met Everina Borst waarin onder meer ook een (zeer) jonge Luc Philips te horen was als Jefke van Sarov. Andere bekende fragmenten zijn een verslag van Camille Huysmans van zijn verblijf in Spanje tijdens de Spaanse Burgeroorlog en de vertolking van strijdliederen door Ernst Busch.

## Bekende (ex-)medewerkers
- Jan Baghus
- Cyriel Blieck
- Everina Borst

- Richard Declerck
- Gustavus Devuyst
- Leon Faelens

- Jef Groesser
- Edward Joris[14]
- Eduard Van Eyndonck